# Bunifazziu (traghetto)
Il Bunifazziu è un traghetto appartenente alla compagnia di navigazione italiana Moby Lines.

## Caratteristiche
L'unità costituisce, insieme alle gemelle Antonello da Messina, Tetide e Filippo Lippi, un'evoluzione del progetto delle unità della Classe Sibilla, realizzate tra il 1979 e il 1985: questi traghetti presentano una poppa aperta, che le rende più funzionali e utilizzabili anche per il trasporto di merci pericolose. Fumaioli e alberi sono analoghi a quelli dei due traghetti derivati dalla classe Sibilla, costruiti nel 1985.

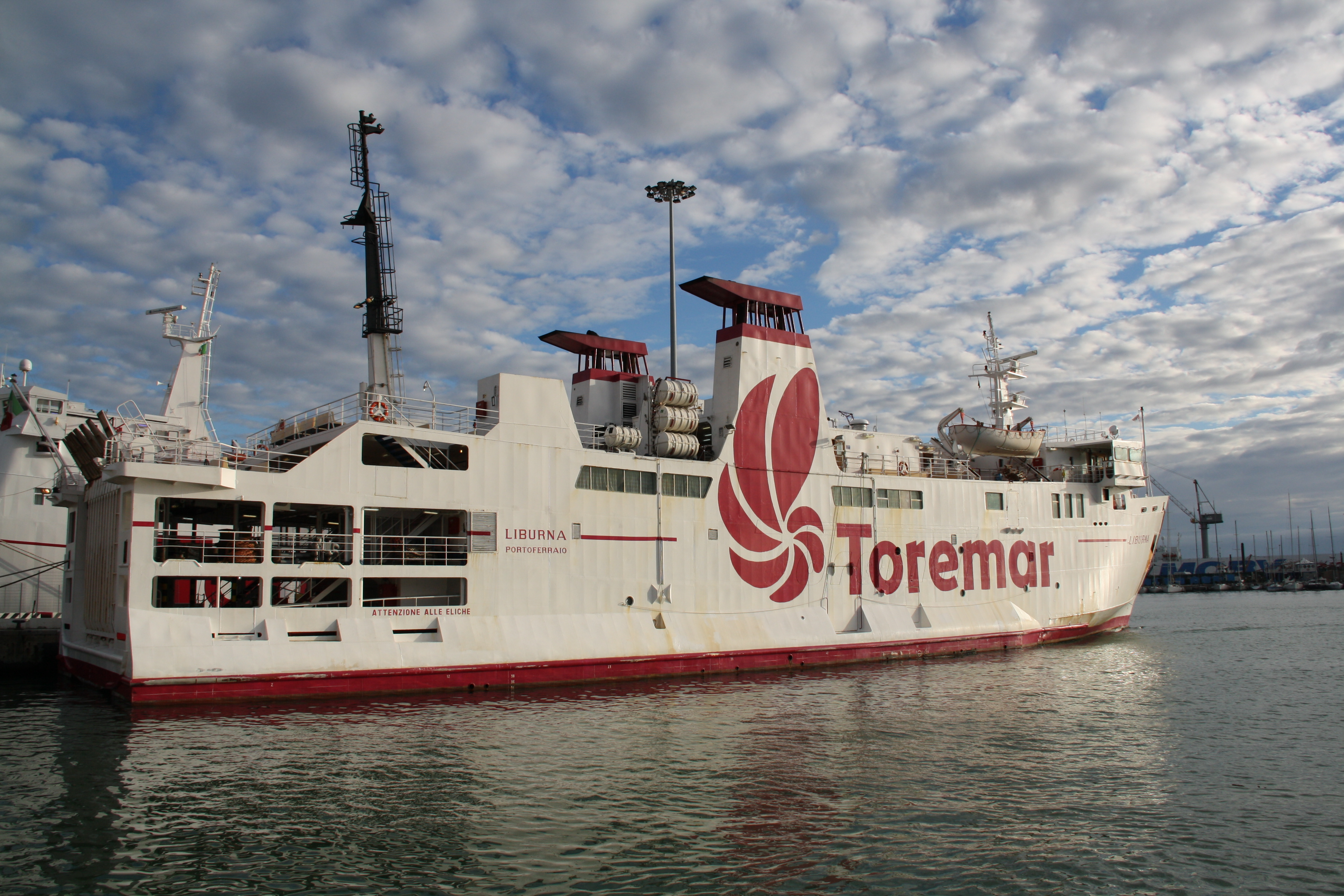
L'allora Liburna a Livorno nel 2013

Il traghetto dispone di servizi essenziali in virtù dei servizi locali coperti: bar, ristorante, sala TV e solarium sul ponte esterno. Gli ambienti interni sono inoltre dotati d'impianto d'aria condizionata. La capacità di trasporto è pari a 625 passeggeri e 76 automobili.
La propulsione è affidata a una coppia di motori GMT 4S da 12 cilindri in grado di erogare una potenza complessiva di 4264 kW; la velocità massima raggiungibile è pari a circa 16,5 nodi.

## Servizio
Varato il 21 maggio 1988 nei cantieri Fratelli Orlando di Livorno con il nome di Liburna e consegnato il 10 gennaio 1989 alla Toremar, prende servizio il 29 gennaio sulle rotte da Piombino all'Elba.
Nel 1990 viene trasferito in pianta sulla Livorno-Gorgona-Capraia-Portoferraio in sostituzione del Capo Bianco, continuando tuttavia ad essere saltuariamente impiegato nei collegamenti tra Piombino e l'Isola d'Elba in sostituzione delle altre unità della flotta.
A fine anni 90′ si pensò di trasferire il Liburna nei collegamenti tra Porto Santo Stefano e Giglio Porto in sostituzione dell'Aegilium, ma tuttavia l'operazione non andrà mai in porto ed il traghetto continuerà ad operare sui collegamenti per Capraia.
Da marzo a febbraio 1998 viene brevemente impiegato sulla Piombino-Portoferraio in sostituzione dell'Oglasa, venendo a sua volta sostituito sulla Livorno-Gorgona-Capraia dal Sibilla, noleggiato da Caremar.
Negli anni viene anche impiegato anche nei collegamenti tra Piombino, Rio Marina, Porto Azzurro e Pianosa in sostituzione del Planasia.
Da novembre 2005 a gennaio 2006 viene noleggiato alla Saremar ed impiegato sulla Bonifacio-Santa Teresa Gallura in sostituzione dell'Ichnusa.
Nell'ottobre del 2006 viene di nuovo noleggiato alla Saremar ed impiegato sulla Palau-La Maddalena in sostituzione dell'Isola di Caprera, con non pochi disagi, data l'inadeguatezza del traghetto alla linea.
Nel 2009 viene nuovamente noleggiato alla Saremar, tornando a sostituire l'Ichnusa sulla Santa Teresa di Gallura-Bonifacio.
Il 1º ottobre 2009, pochi giorni dopo il rientro il servizio a seguito di lavori di manutenzione ordinaria, subisce un’avaria all’asse dell’elica, che lo impossibilita a lasciare il porto di Livorno. Già dalla sera stessa, viene sostituito dal compagno di flotta Aethalia, giunto da Portoferraio, nel collegamento per Capraia.
Nel gennaio del 2012 viene trasferito ai cantieri navali Fincantieri di Palermo, dove viene sottoposto a lavori di ristrutturazione, e durante i quali vengono installate delle controcarene per aumentarne la riserva di galleggiabilità dopo l'entrata in vigore dello Stockholm Agreement.
Nel 2014 lo scalo a Gorgona viene soppresso.

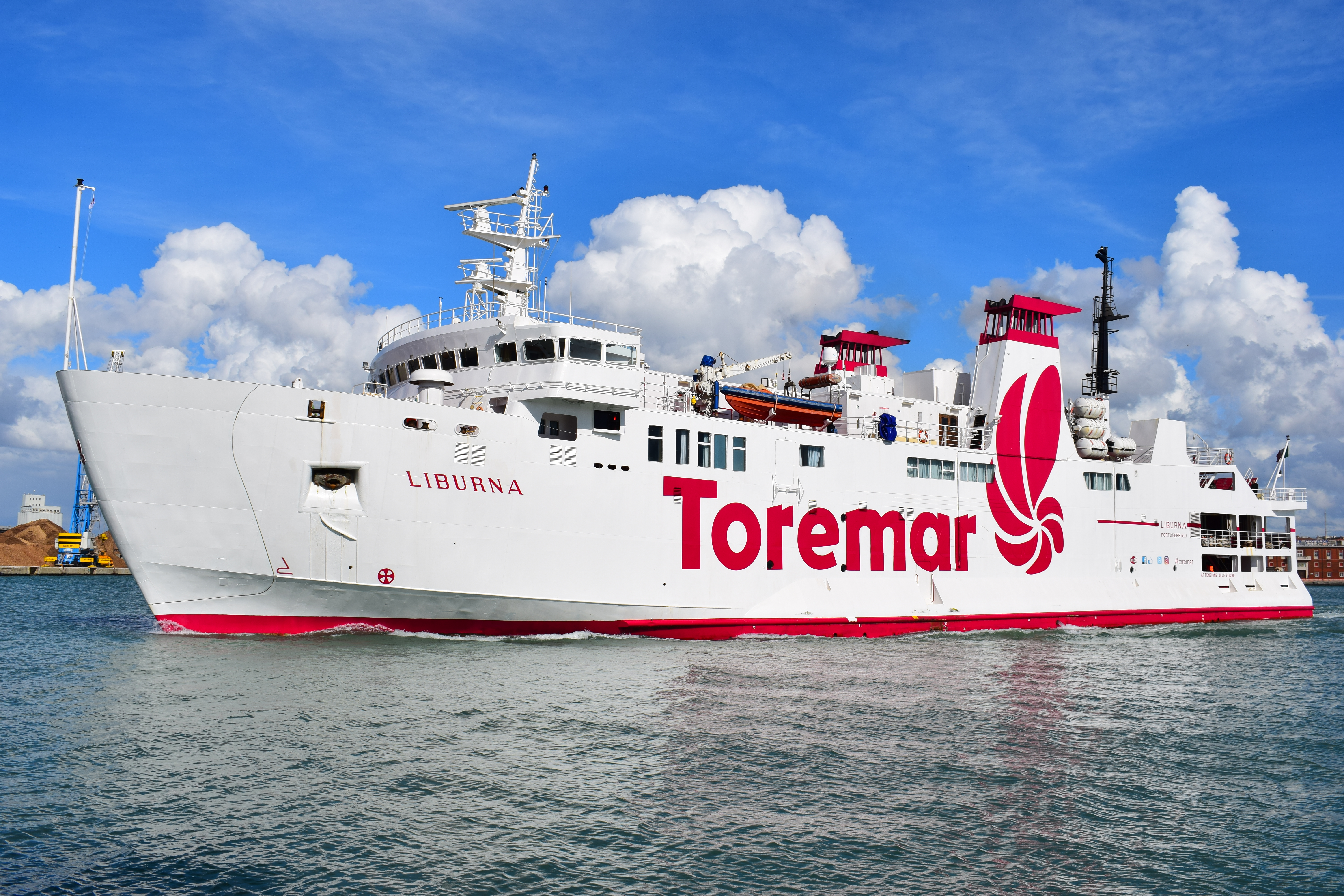
Il Liburna in partenza da Livorno nel 2024.

Nel 2017 e da settembre ad ottobre 2023 opera nei collegamenti tra Piombino, Rio Marina e Pianosa ed in quelli tra Piombino e Cavo in sostituzione del Giovanni Bellini.
Il 23 febbraio 2025 esegue la sua ultima traversata tra Capraia e Livorno. Dal giorno successivo viene sostituito sulla linea per Capraia dallo Stelio Montomoli, venendo sottoposto a lavori di manutenzione, in vista del passaggio a Moby Lines e del nuovo impiego sulla rotta Bonifacio-Santa Teresa di Gallura, dove opererà affiancando i traghetti Giraglia e Ichnusa.
Il 1º aprile viene ribattezzato Bunifazziu e adotta la classica livrea Moby, con l'iconica balena blu ed il marchio ben riconoscibile.

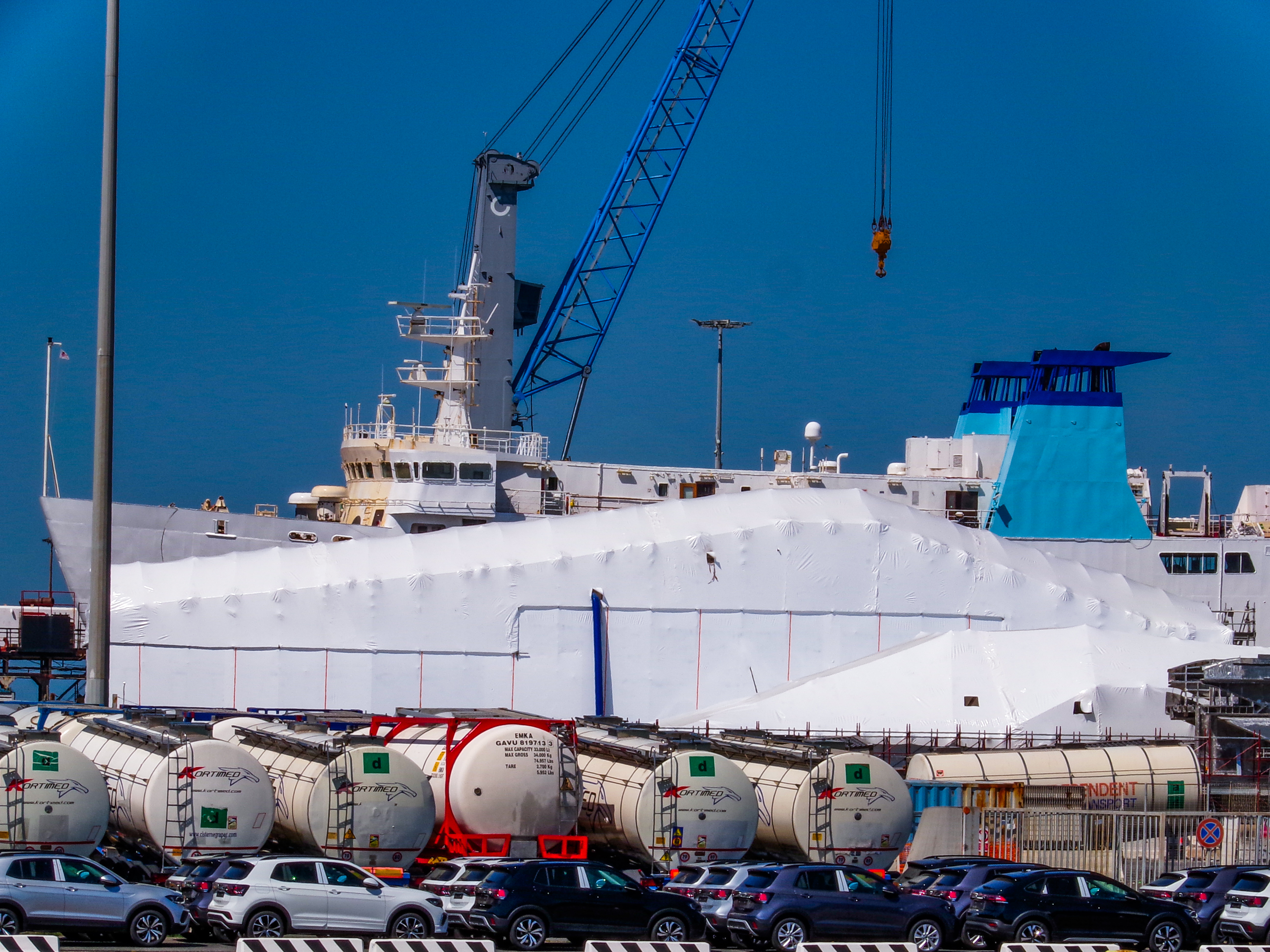
Il Bunifazziu in cantiere a Livorno durante il passaggio a Moby Lines.

Il 17 giugno 2025 lascia Livorno con destinazione Portoferraio, luogo da dove salperà il giorno successivo alla volta di Ponza, per trasportare i numerosi ponzesi residenti all'Elba per la festa di San Silverio. Nella permanenza dal 18 al 21 giugno, il traghetto incontra il gemello Tetide ed il Quirino. Il giorno stesso fa ritorno a Portoferraio. Successivamente, viene trasferito a Livorno e disarmato.  

## Incidenti
Il 24 agosto 2009, subito dopo la partenza da Livorno, si è sviluppato un incendio di lieve entità nella sala macchine che ha costretto il traghetto a fare ritorno in porto, senza causare alcun ferito. Riparati i danni, il Liburna ha ripreso il servizio la sera stessa.

## Navi gemelle
- Antonello da Messina
- Filippo Lippi
- Tetide